# Tineovertex canicoma
Tineovertex canicoma är en fjärilsart som beskrevs av Edward Meyrick 1911. Tineovertex canicoma ingår i släktet Tineovertex och familjen äkta malar. Inga underarter finns listade i Catalogue of Life.